# Ribbgrynna
Ribbgrynna (Phlebia radiata) är en vedlevande svamp som växer på död ved av lövträd. Den är blekt gråviolett till rödgul i färgen och växer tätt tryckt mot underlaget. Fruktkroppen har en rundad eller oval form och är vaxartad i konsistensens. Ofta växer flera fruktkroppar nära varandra och det kan bildas sammanhängande skorpor. 
Ribbgrynna har ett vårtigt hymenium. Ett annat kännetecken för arten är att hymeniet har utstrålande veck eller ribbor. 
Svampens sporer är svagt böjda och släta. De har en storlek på 4-6 x 1-3 µm. 

## Ekologi
Svampen är en saprofyt, då den lever på död ved. Svampens fruktkroppar kommer under höst och vinter.

## Utbredning
I Sverige är ribbgrynna ganska allmän i de södra och mellersta delarna av landet, i norr är den mer sällsynt.